# Jacques Rougerie
Jacques Rougerie (Pamiers, Francia; 11 de mayo de 1948-12 de agosto de 2023) fue un jugador de rugby francés que jugó en las posiciones de Prop y Hooker.

## Carrera

### Club
| Periodo   | Club                  |
| --------- | --------------------- |
| 1966-1967 | SC Tulle              |
| 1967-1968 | Limoges rugby         |
| 1968-1977 | AS Montferrand        |
| 1977-1980 | ASM Clermont Auvergne |

### Selección nacional
Jugó para Francia en una ocasión el 27 de octubre de 1973 ante Japón.

## Tras el retiro
Luego de retirarse pasó a ser cirujano dentista.

## Logros
- Challenge Yves du Manoir (1): 1976